# Frea bituberculipennis
Frea bituberculipennis là một loài bọ cánh cứng trong họ Cerambycidae.